# Seznam katalonskih arhitektov
Seznam katalonskih arhitektov.

## B
- Ricardo Bofill

## D
- Lluís Domènech i Montaner

## G
- Antoni Gaudí

## J
- Josep Maria Jujol

## M
- Enric Miralles

## P
- Josep Puig i Cadafalch

## S
- Josep Lluís Sert